# 152 aC
El 152 aC  va ser un any del calendari romà prejulià. Durant la República i l'Imperi Romà es coneixia com l'Any del Consolat de Flac i Marcel o també any 602 Ab urbe condita o de la fundació de la ciutat). L'ús del nom «152 aC» per referir-se a aquest any es remunta a l'alta edat mitjana, quan el sistema Anno Domini va ser el mètode de numeració dels anys més comú a Europa.

## Esdeveniments

### Imperi Selèucida
- El pretendent al tron de l'Imperi Selèucida, Alexandre I Balas, a qui el Senat Romà ja havia reconegut com a rei l'any 154 aC, aconsegueix el suport de Jonatan Macabeu qui li ofereix el càrrec de Summe Sacerdot i altres privilegis i avantatges, en la lluita contra el rei Demetri I Sòter.[2]

### República Romana
- Aquest any són elegits cònsols Luci Valeri Flac i Marc Claudi Marcel.[3]
- Valeri Flac mor durant el seu període de govern.[4]
- Claudi Marcel és enviat a Hispània per substituir a Quint Fulvi Nobilior, que havia donat mostres d'incapacitat per fer front a la rebel·lió dels celtibers. Pren mesures militars prudents i adequades i sap guanyar-se als celtibers amb actes de clemència i de visió política. Ocilis se li rendeix i els arevacs concerten una treva. Reuneix els seus caps, que entreguen ostatges i envien ambaixadors a Roma per a aconseguir la pau. Al sud els vetons i lusitans es sotmeten i el pretor Marc Atili Serrà supervisa la seva obediència, però quan Atili Serrà abandona la zona, s'aixequen de nou. Marcel hi acudeix i aconsegueix que tornin a l'obediència ocupant la ciutat de Nertobriga.[5][6]

## Necrològiques
- Marc Emili Lèpid, consol romà, ja molt gran i ple d'honors.[3]
- 31 d'agost (?): Ptolemeu Eupàtor, fill de Ptolemeu VI (nascut l'any 166 aC).[7]
- Marc Porci Cató Licinià, fill de Cató el Censor, l'any en què és designat pretor. El seu pare, que encara vivia, conforme a la seva fama, pateix la seva pèrdua renunciant als seus béns i, gairebé pobre, li dona un funeral molt frugal.[3]